# Кирилов Юрій Володимирович
Кирилов Юрій Володимирович (27.08.1940, с. Романка Івановської області  – 18.07 2017, м.Львів) – російськомовний львівський поет. Член НСПУ (1986). Літературна премія ім. К. Симонова (1991), літературна премія ім. Олександра Фадєєва, премія Українскої асоціації письменників художньо-соціальної літератури «Гілка золотого каштана».

## Життєпис
У 1965 році закінчив факультет журналістики Львівського вищого військового-політичного училища.
Працював у редакції військових газет, зокрема відповідальним секретарем газети Прикарпатського військового округу у Львові.
Секретар правління Міжнародної асоціації письменників баталістів та мариністів (від 2003).
Віце-президент Українскої асоціації письменників художньо-соціальної літератури (від 2006).
Писав російською мовою.
У творчості Кирилова переважають героїко-патріотична тема, гостра реакція на моральні проблеми сучасності, роздуми про місце і роль особистості, про майбутнє.
Переклав російською мовою окремі твори Р. Лубківського, П. Осадчука, М. Петренка, В. Фольварочного, Р. Кудлика, А. Тарана, А. Михайлевського, Б. Залізняка, І. Шкварка та ін.
Низку поезій К. перекладено угорською, німецькою ,  монгольською, болгарською, латвійською мовами.
Помер у Львові , похований на полі № 5 Сихівського цвинтаря.

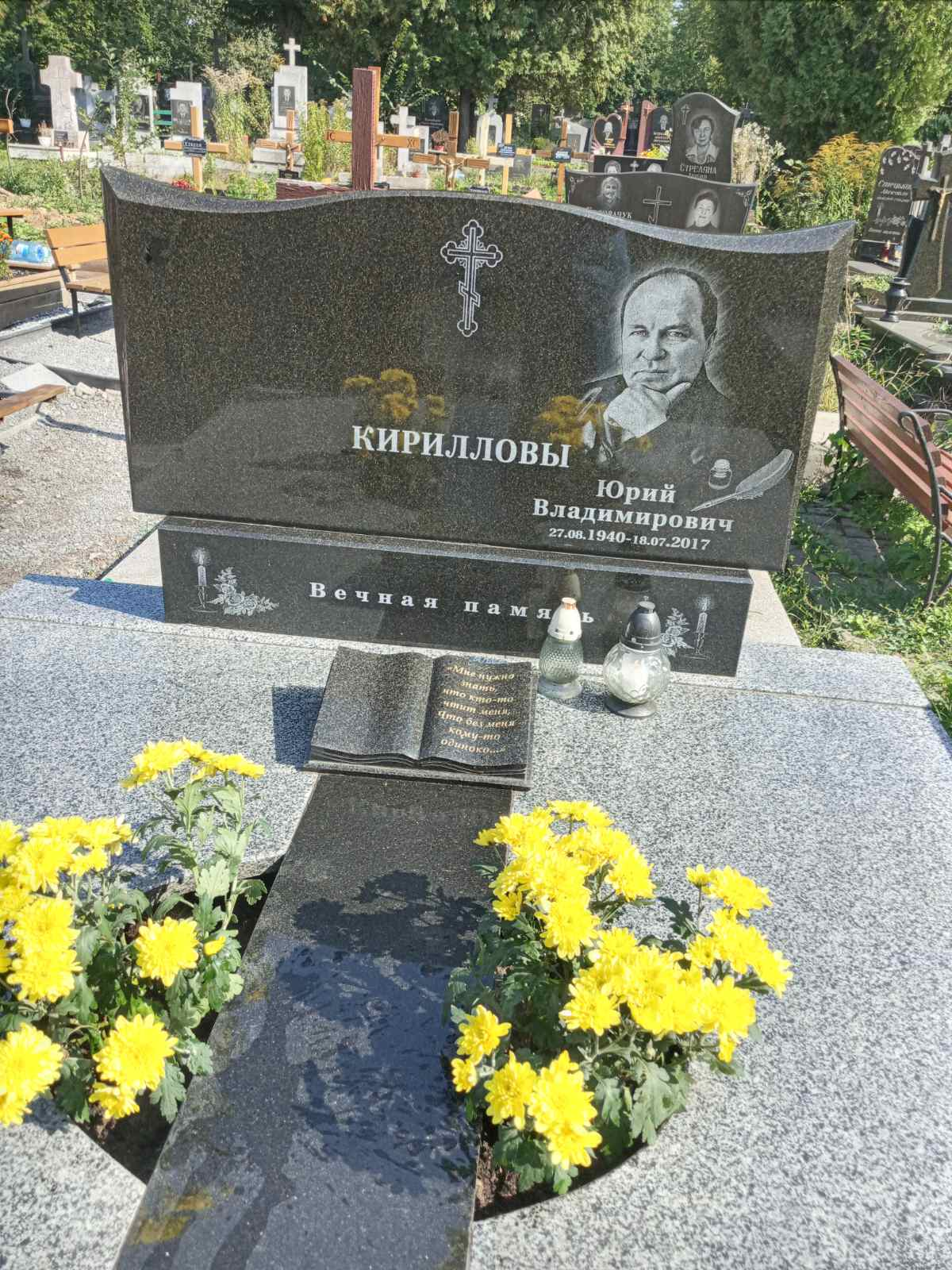
Надгробок на могилі Кирилова Ю.В.

## Родина
Дружина, Жеоржетта Іванівна.

## Твори
- Высота. Л., 1979
- На отцовском рубеже. Л., 1983
- Весна атакует посты. Москва, 1984
- Юность в погонах. Л., 1987
- Признание в любви. Москва, 1988
- Стезя. Л., 1990
- Иду с надеждою к тебе. Л., 1994
- Осенний возраст. Л., 2005
- Еще не время для причала. Л., 2010.

## Скандальна слава
Найбільшу скандальну відомість Юрію Кирилову приніс приписаний ним Збігнєву Бжезінському вислів:
Новий Світовий Лад будуватиметься проти Росії, на руїнах Росії і за рахунок Росії
Новый Мировой Порядок будет строиться против России, на руинах России и за счет России